# Al-Ghbrah
Al-Ghbrah (tiếng Ả Rập: الغبرة) là một thị trấn của Syria nằm ở quận Abu Kamal, Deir ez-Zor. Theo Cục Thống kê Trung ương Syria (CBS), Al-Ghbrah có dân số 9.748 người trong cuộc điều tra dân số năm 2004. Al-Ghbrah bị Quân đội Ả Rập Syria bắt giữ vào ngày 6 tháng 12 năm 2017.